# Arcidiocesi di Santarém
L'arcidiocesi di Santarém (in latino: Archidioecesis Santaremensis) è una sede metropolitana della Chiesa cattolica in Brasile. Nel 2022 contava 336.802 battezzati su 481.146 abitanti. È retta dall'arcivescovo Irineu Roman, C.S.I.

## Territorio
L'arcidiocesi comprende 7 comuni dello stato brasiliano di Pará: Santarém, Monte Alegre, Almerim, Prainha, Moju, Belterra e Aveiro.
Sede arcivescovile è la città di Santarém, dove si trova la cattedrale dell'Immacolata Concezione.
Il territorio si estende su 171.906 km² ed è suddiviso in 44 parrocchie.

## Storia
La prelatura territoriale di Santarém fu eretta il 21 settembre 1903 con il decreto Romani Pontifices della Congregazione Concistoriale, ricavandone il territorio dalla diocesi di Belém do Pará (oggi arcidiocesi). Originariamente era immediatamente soggetta alla Santa Sede.
Il 1º maggio 1906 divenne suffraganea dell'arcidiocesi di Belém do Pará.
Il 16 agosto 1934, il 1º febbraio 1949 e il 10 aprile 1957 cedette porzioni del suo territorio a vantaggio dell'erezione rispettivamente delle prelature territoriali di Xingu, di Macapá (oggi diocesi) e di Óbidos (oggi diocesi).
Il 16 ottobre 1979 la prelatura territoriale fu elevata a diocesi con la bolla Cum Praelaturae di papa Giovanni Paolo II.
Il 6 luglio 1988 cedette un'altra porzione di territorio a vantaggio dell'erezione della prelatura territoriale di Itaituba.
Il 6 novembre 2019, in forza della bolla Ad tutelam di papa Francesco, la diocesi è stata elevata al rango di arcidiocesi metropolitana, avente come suffraganee le diocesi di Óbidos e Xingu-Altamira e le prelature territoriali di Alto Xingu-Tucumã e di Itaituba.

## Cronotassi dei vescovi
Si omettono i periodi di sede vacante non superiori ai 2 anni o non storicamente accertati.
- Frederico Benício de Souza e Costa, E.C.M.C. † (22 settembre 1904 - 8 gennaio 1907 nominato vescovo delle Amazonas)
- Amando Bahlmann, O.F.M. † (10 gennaio 1907 - 5 marzo 1939 deceduto)
  - Sede vacante (1939-1947)
- Anselmo Pietrulla, O.F.M. † (13 dicembre 1947 - 18 giugno 1949 nominato vescovo di Campina Grande)
- João Floriano Loewenau, O.F.M. † (8 settembre 1950 - 12 settembre 1957 nominato prelato di Óbidos)
- James Micheal Ryan, O.F.M. † (31 gennaio 1958 - 27 novembre 1985 dimesso)
- Lino Vomboemmel, O.F.M. † (27 novembre 1985 succeduto - 28 febbraio 2007 ritirato)
- Esmeraldo Barreto de Farias, Ist. del Prado (28 febbraio 2007 - 30 novembre 2011 nominato arcivescovo di Porto Velho)
- Flavio Giovenale, S.D.B. (19 settembre 2012 - 19 settembre 2018 nominato vescovo di Cruzeiro do Sul)
- Irineu Roman, C.S.I., dal 6 novembre 2019

## Statistiche
L'arcidiocesi nel 2022 su una popolazione di 481.146 persone contava 336.802 battezzati, corrispondenti al 70,0% del totale.
| anno | popolazione | popolazione | popolazione | presbiteri | presbiteri | presbiteri | presbiteri                | diaconi | religiosi | religiosi | parrocchie |
| anno | battezzati  | totale      | %           | numero     | secolari   | regolari   | battezzati per presbitero | diaconi | uomini    | donne     | parrocchie |
| ---- | ----------- | ----------- | ----------- | ---------- | ---------- | ---------- | ------------------------- | ------- | --------- | --------- | ---------- |
| 1950 | 162.000     | 190.000     | 85,3        | 34         | 2          | 32         | 4.764                     |         | 36        | 65        | 18         |
| 1965 | 167.472     | 170.889     | 98,0        | 37         | 3          | 34         | 4.526                     |         | 54        | 101       | 12         |
| 1970 | 164.900     | 172.630     | 95,5        | 39         | 2          | 37         | 4.228                     |         | 37        | 86        | 13         |
| 1976 | 257.155     | 270.690     | 95,0        | 40         |            | 40         | 6.428                     |         | 56        | 73        | 13         |
| 1980 | 279.000     | 284.000     | 98,2        | 32         | 2          | 30         | 8.718                     | 1       | 50        | 55        | 13         |
| 1990 | 465.855     | 517.617     | 90,0        | 31         | 9          | 22         | 15.027                    |         | 40        | 39        | 12         |
| 1999 | 367.054     | 458.818     | 80,0        | 40         | 18         | 22         | 9.176                     |         | 35        | 43        | 16         |
| 2000 | 378.065     | 472.582     | 80,0        | 43         | 21         | 22         | 8.792                     |         | 32        | 38        | 17         |
| 2001 | 342.284     | 488.978     | 70,0        | 44         | 22         | 22         | 7.779                     |         | 32        | 41        | 17         |
| 2002 | 342.284     | 488.978     | 70,0        | 40         | 24         | 16         | 8.557                     |         | 29        | 34        | 19         |
| 2003 | 279.386     | 488.978     | 57,1        | 46         | 26         | 20         | 6.073                     |         | 28        | 32        | 19         |
| 2004 | 203.468     | 415.242     | 49,0        | 42         | 21         | 21         | 4.844                     |         | 34        | 38        | 21         |
| 2010 | 295.936     | 447.000     | 66,2        | 44         | 25         | 19         | 6.725                     |         | 30        | 48        | 23         |
| 2014 | 316.500     | 451.000     | 70,2        | 53         | 26         | 27         | 5.971                     |         | 39        | 51        | 22         |
| 2017 | 323.326     | 461.895     | 70,0        | 70         | 36         | 34         | 4.618                     |         | 47        | 46        | 43         |
| 2020 | 333.760     | 476.800     | 70,0        | 72         | 40         | 32         | 4.635                     |         | 40        | 38        | 43         |
| 2022 | 336.802     | 481.146     | 70,0        | 68         | 39         | 29         | 4.952                     |         | 38        | 46        | 44         |